# Orlová (ort)
Orlová (polska: Orłowa, tyska: Orlau) är en stad i Tjeckien. Den ligger i regionen Mähren-Schlesien, i den östra delen av landet, 290 km öster om huvudstaden Prag. Orlová ligger 226 meter över havet och antalet invånare är 29 524 (2016).
Terrängen runt Orlová är platt. Runt Orlová är det ganska tätbefolkat, med 111 invånare per kvadratkilometer. Närmaste större samhälle är Ostrava, 10,7 km väster om Orlová. Runt Orlová är det i huvudsak tätbebyggt.
Trakten ingår i den hemiboreala klimatzonen. Årsmedeltemperaturen i trakten är 8 °C. Den varmaste månaden är juli, då medeltemperaturen är 20 °C, och den kallaste är januari, med −8 °C. Genomsnittlig årsnederbörd är 1 236 millimeter. Den regnigaste månaden är juni, med i genomsnitt 160 mm nederbörd, och den torraste är april, med 62 mm nederbörd.